# Colombo Port Maritime Museum
Het Colombo Maritime Museum of Sri Lanka Ports Authority Maritime Museum is een museum in Colombo, Sri Lanka. Het museum wordt beheerd en onderhouden door de Sri Lanka Ports Authority. 

## Museum
Het museum is gehuisvest in een voormalig Nederlands pakhuis dat werd gebouwd in 1676. Het is het enige overgebleven gebouw uit de Nederlandse koloniale tijd in het havengebied van Colombo. Het gebouw is gerenoveerd en werd officieel als museum geopend in augustus 2003.
Verschillende voorwerpen van historische betekenis met betrekking tot de havens van het land, de maritieme industrie en de oceaan rond Sri Lanka zijn te zien. Er zijn ook sculpturen van koning Vijeya en andere belangrijke personages te zien, samen met exposities van scheepsmodellen.

Het museum toont kunstwerken en modellen die de systematische ontwikkeling van de haven van Colombo symboliseren en apparatuur die in de haven gedurende verschillende tijden werd gebruikt.

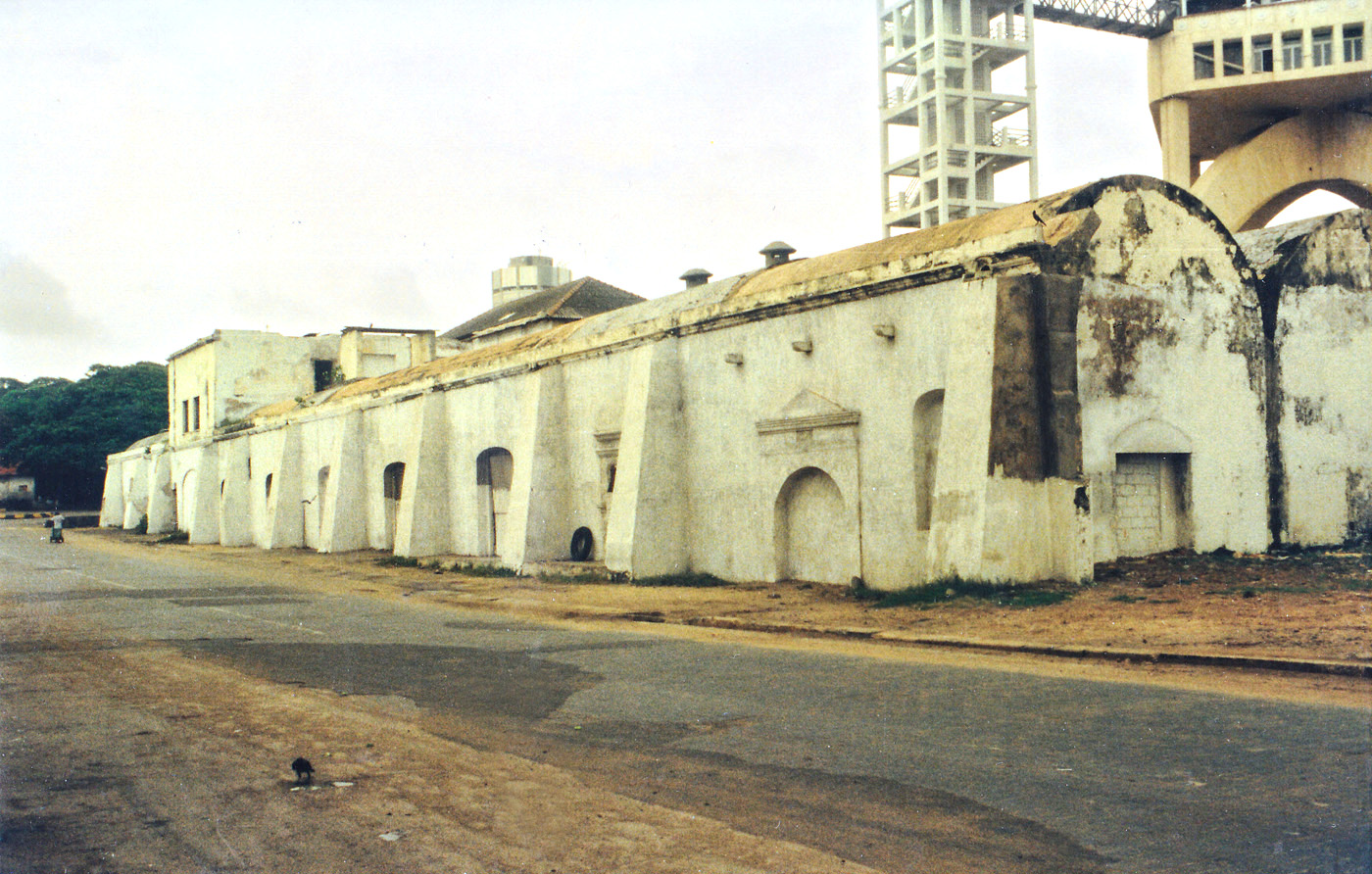
Het pakhuis voor de renovatie